# La conducta de l'enteniment

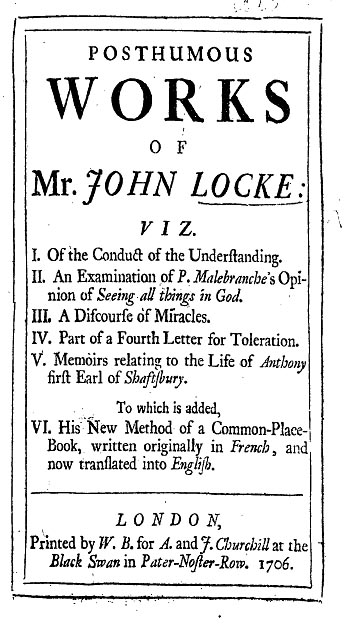
Caràtula de la primera edició de La conducta de l'enteniment (1706) de Locke

La conducta de l'enteniment és un escrit de John Locke en què descriu com pensar amb claredat i d'una manera racional; és un llibre per a autodidactes, una mena de manual d'autoformació del gentleman. Escrit el 1690, es pot considerar un complement a Alguns pensaments sobre l'educació, llibre en què explica com concep l'educació.
Aquest text es publicà per primera vegada el 1706 formant part d'un llibre anomenat Treballs pòstums de John Locke.

## L'obra
"L'eina final a què ha de recórrer l'ésser humà per guiar-se a si mateix és el seu enteniment", és la frase amb què comença aquest escrit. Tot i que Locke destaca la voluntat com a eix central de l'acció humana remarca que l'enteniment dirigeix les accions voluntàries: "Les idees i imatges en les ments humanes són poders invisibles que constantment els governen."
La mala utilització de l'enteniment per no estar atent als vicis naturals que el deformen és un dels temes principals tractats en aquesta obra. Locke fa una enumeració dels temes que l'influeixen i hi ofereix els seus consells. Afirma que alguns problemes de les persones en raonar són:
- No raonar, ja que suposa un esforç, i deixar-se portar pels raonaments d'altres: pares, veïns, autoritats...
- Utilitzar més la passió que la raó, amb arguments a favor, oblidant-ne els que es mostrarien en contra.
- Hi ha persones que desitgen raonar però no disposen d'una visió plena de tot el que es relaciona amb la qüestió, sinó només d'un coneixement parcial.

Al llarg de l'escrit analitza aspectes de la formació personal com: el paper de la pràctica, l'hàbit, els principis, l'estudi de les matemàtiques, la religió, els prejudicis, la indiferència, l'anàlisi dels seus propis principis, la importància de les observacions i la predisposició, la necessitat d'arguments, els riscs de la precipitació, anticipació, la conformitat, la irregularitat i la parcialitat.
També es refereix als possibles errors dels grans lectors, "aquells que han llegit de tot pensen que saben de tot, però no sempre és així"; Locke remarca que la lectura pot proporcionar el material per al coneixement, però només amb l'enteniment podrem fer-lo nostre. Proposa una lectura crítica en què s'analitze amb detall el que ofereix l'autor i les idees en què es fonamenta. Adverteix sobre l'abús en la utilització de mots, recomana que no s'adopten fins que no se'n dispose d'una idea clara del significat.
Al darrer apartat Locke reflexiona sobre la transferència dels pensaments: partint de la necessitat que cada persona dispose de les seues idees i pensaments, destaca les dificultats que se solen presentar quan es fa aquesta transferència sense prou reflexió. La influència de les emocions sobre l'enteniment és molt gran: "¿Qui no ha tingut alguna vegada tan embussada la ment per amor o ràbia, per por o pena, que no ha pogut tractar cap altre tema?", Locke destaca així que les emocions poden ser un obstacle per a l'ús de l'enteniment, per tant s'han de conéixer tan bé com siga possible. Adverteix d'una manera especial: "Quan la fantasia queda limitada per la passió, no es disposa d'una ment lliure per triar els nostres pensaments", per tant no és convenient deixar-se portar pel fluir dels pensaments.
Aquest escrit es configurà inicialment com un capítol de l'Assaig sobre l'enteniment humà. Són consideracions pràctiques per a l'autoaprenentatge del gentleman i encara que l'escrigué al 1690 no es publicà fins a 1706, ja mort John Locke.